# 臺灣新故鄉智庫協會
臺灣新故鄉智庫協會（英語：Taiwan Origin Brain Trust），由由前國家安全會議諮詢委員蘇進強先生、前台北市副市長鄧家基先生等人發起，號召一群關心台灣前途發展與國家政策走向的學者專家與社會賢達人士，所共同組織而成。推選前台北市長柯文哲先生為第一屆理事長，蘇進強先生為秘書長，並於2023年2月10日經內政部正式核准立案的基金會

## 簡介
為非營利之公益性社會團體，倡議「永續台灣、民眾為本、科學治理、專業務實」原則，建立公共政策、社會公益與青年培力的研究倡議平台為宗旨。持續積極推動與執行國家重大公共政策與議題的研究、倡議與建言，凝聚民間智庫的社會力、公益力、建立交流平台等為主要任務，期許成為一個跨黨派、跨領域、跨地區之綜合性研究智庫組織。希望結合台灣政治與社會的「第三勢力」，跳脫「藍綠惡鬥」的框限，以「科學、理性、智慧、前瞻」的思考模式找出一條適合台灣前進的「第三條路」，期願創造出台灣的「新政治」。

## 成員
- 理事長：柯文哲[4]
- 副理事長：謝立功、張其祿
- 理事：許立民、曾燦金、陳學台、曲兆祥、潘東豫、杜震華、張五岳、鍾慧諭、林萬發、馮國豪、蔡富澧、謝政道、蘇素珍、楊文墅、林兆東、林國成
- 常務監事：顏耀星
- 監事：葛樹人、余鑑昌、梁秀菊、郭奇特、陳美仁、謝毅弘

## 組織
- 基金會設董事會，由九至十六位董事組成，理事長一人、副理事長兩人對外代表本會。
- 秘書長一人，由董事長提名經董事會同意後聘任
- 政策發展委員會
  - 國家安全組
  - 經濟發展組
  - 社會安全組

## 外部連結
- 官方网站